# Ranchitos East (Teksas)
Ranchitos East je naseljeno mjesto za statističke potrebe u američkoj saveznoj državi Teksas. Prema popisu stanovništva iz 2010. u njemu je živjelo 212 stanovnika.